# Azara celastrina
Azara celastrina es una especie de árbol perteneciente al género Azara, en la familia Salicaceae.

## Descripción
Esta especie es endémica de Chile y se encuentra desde la Región de Coquimbo hasta la Región del Biobío Es catalogado como un árbol pequeño siempre verde y puede alcanzar alturas de hasta 6 metros.

## Taxonomía
Azara celastrina fue descrita por David Don y publicado en Edinburgh New Philosophical Journal 10: 119, pl. 11, en el año 1830.
Etimología
Azara, fue nombrada en honor al científico español José Nicolás de Azara.
Sinonimia
- Azara lilen Bertero
- Azara sparsiflora Steud.[3]